# Specie di Scorzonera
Elenco delle 113 specie di Scorzonera:

## A
- Scorzonera acanthoclada Franch.
- Scorzonera acuminata  Boiss. & Balansa
- Scorzonera adilii  A.Duran
- Scorzonera ahmet-duranii  Makbul & Co?kunç.
- Scorzonera aksekiensis  A.Duran & M.Öztürk
- Scorzonera alaica  Lipsch.
- Scorzonera alba  R.R.Stewart
- Scorzonera albertoregelia  C.Winkl.
- Scorzonera albicaulis  Bunge
- Scorzonera alpigena  (K.Koch) Grossh.
- Scorzonera amasiana  Hausskn. & Bornm.
- Scorzonera angustifolia  L.
- Scorzonera aniana  N.Kilian
- Scorzonera argyrea  Boiss.
- Scorzonera aristata  Ramond ex DC.
- Scorzonera armeniaca  (Boiss. & A.Huet) Boiss.
- Scorzonera aytatchii  A.Duran & Sagiroglu

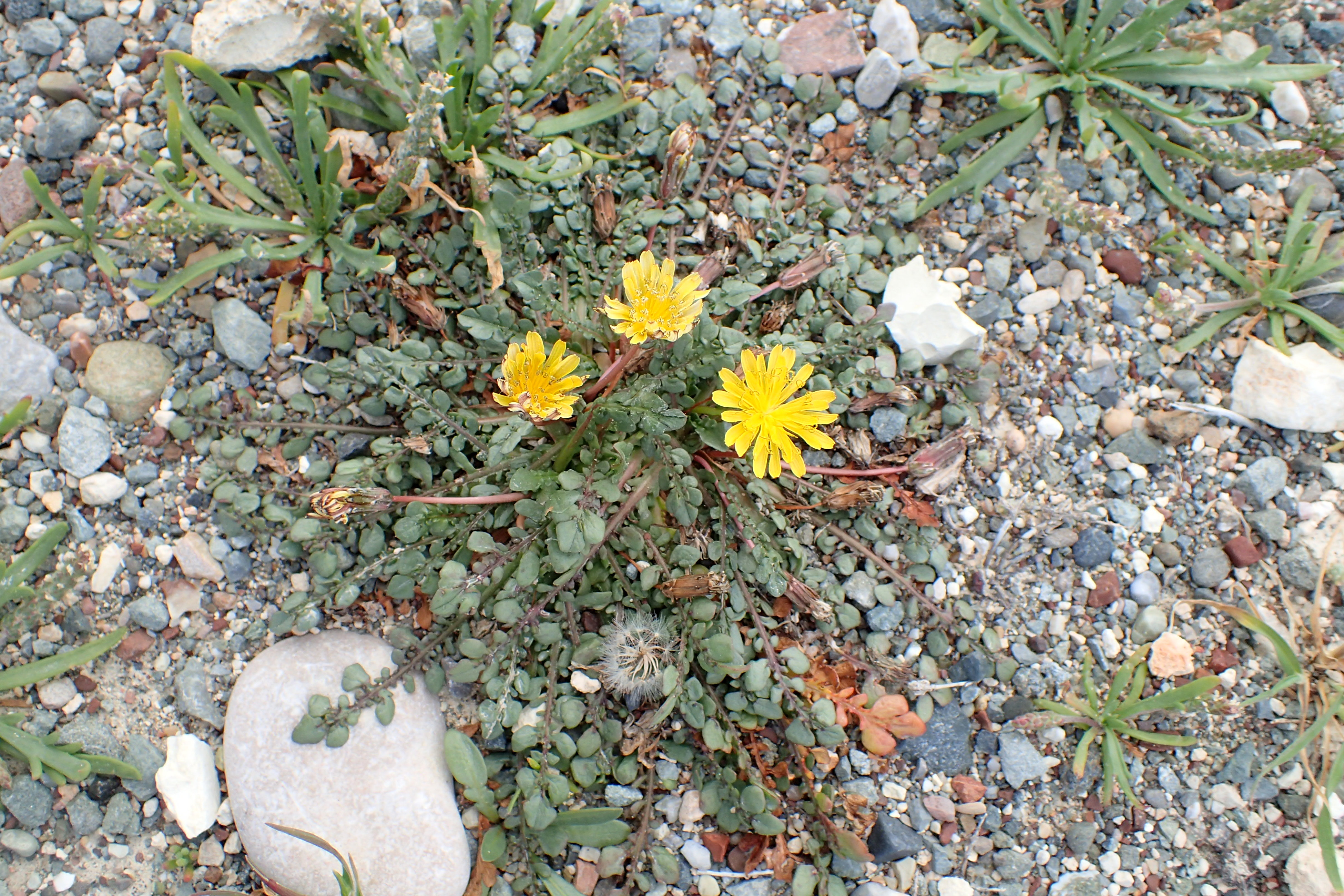
Scorzonera alpigena
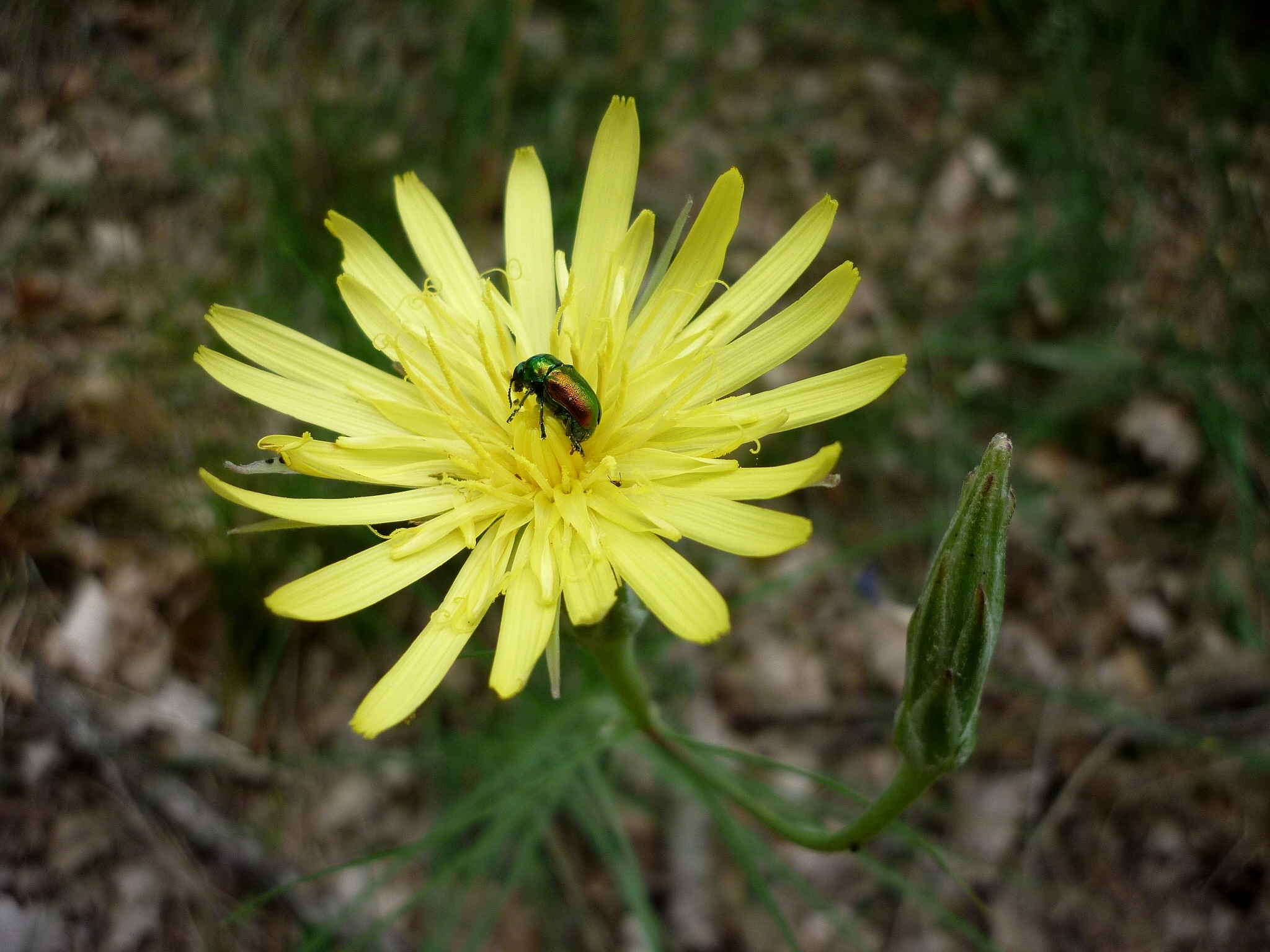
Scorzonera angustifolia
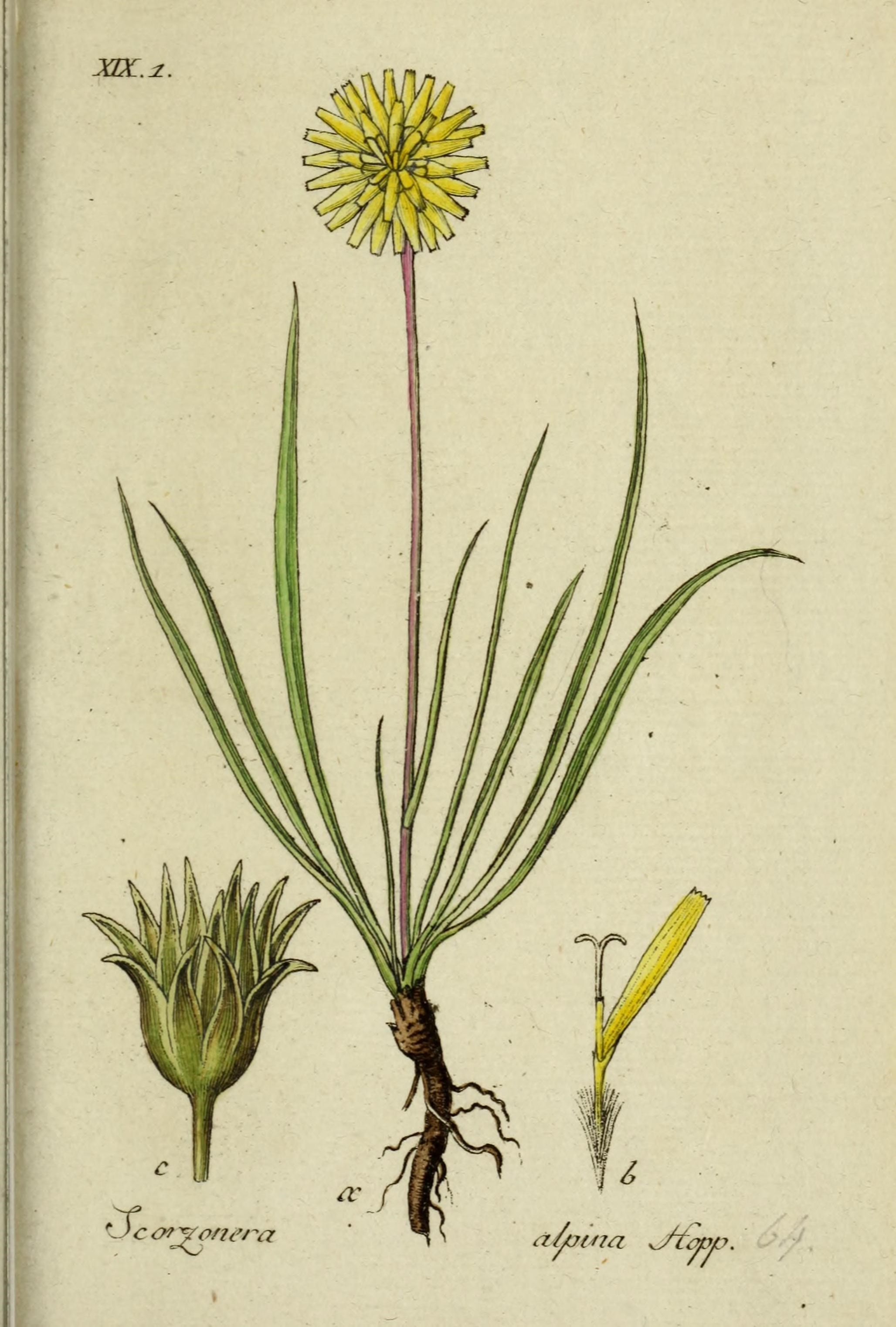
Scorzonera aristata

## B
- Scorzonera bicolor   Freyn & Sint.
- Scorzonera boissieri   Lipsch.
- Scorzonera bracteosa   C.Winkl.
- Scorzonera bungei   Krasch. & Lipsch.
- Scorzonera bupleurifolia   Pouzolz ex Timb.-Lagr. & Jeanb.

## C
- Scorzonera cana  (C.A.Mey.) Hoffm.
- Scorzonera charadzae  Papava
- Scorzonera coriacea  A.Duran & Aksoy
- Scorzonera crassicaulis  Rech.f.
- Scorzonera curvata  (Popl.) Lipsch.

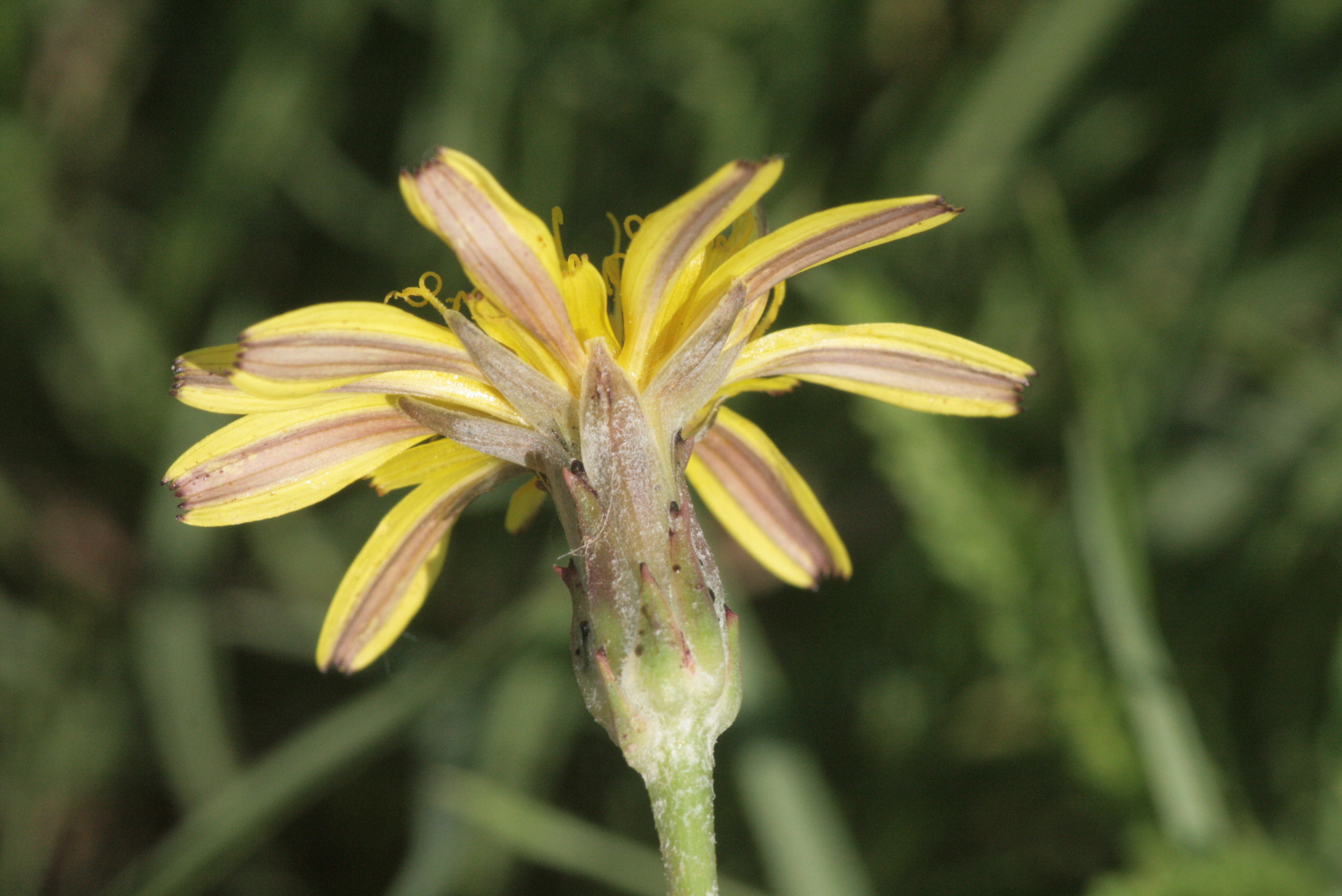
Scorzonera cana

## D
- Scorzonera dianthoides  (Lipsch. & Krasch.) Lipsch.
- Scorzonera drarii  V.Tackh.

## E
- Scorzonera ekimii  A.Duran

## F
- Scorzonera ferganica  Krasch.
- Scorzonera flaccida  Rech.f.
- Scorzonera franchetii  Lipsch.

Nota: la specie Scorzonera fistulosa Brot. in base ad alcuni caratteri morfologici e citogenetici è stata trasferita al genere Avellana con il nome di Avellara fistulosa (Brot.) Blanca & C. Díaz, 1985

## G
- Scorzonera gageoides  Boiss.
- Scorzonera glabra  Rupr.
- Scorzonera gokcheoglui  Ünal & Göktürk
- Scorzonera gorovanica  Nazarova
- Scorzonera grigoraschvilii  (Sosn.) Lipsch.
- Scorzonera grossheimii  Lipsch. & Vassilcz.
- Scorzonera grubovii  Lipsch.

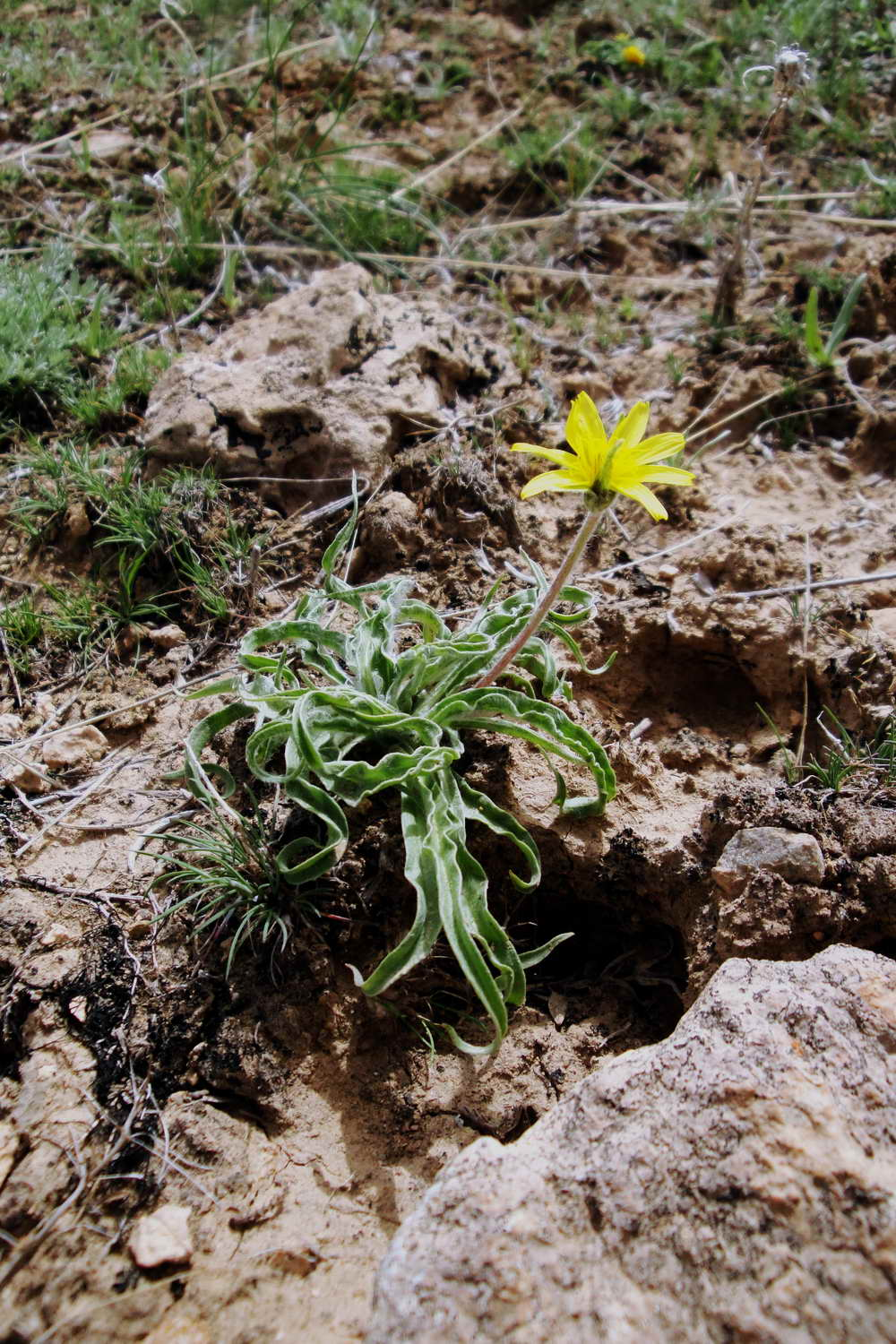
Scorzonera gorovanica

## H
- Scorzonera helodes  Rech.f.
- Scorzonera hieraciifolia  Hayek
- Scorzonera hondae  Kitam.
- Scorzonera humilis  L.

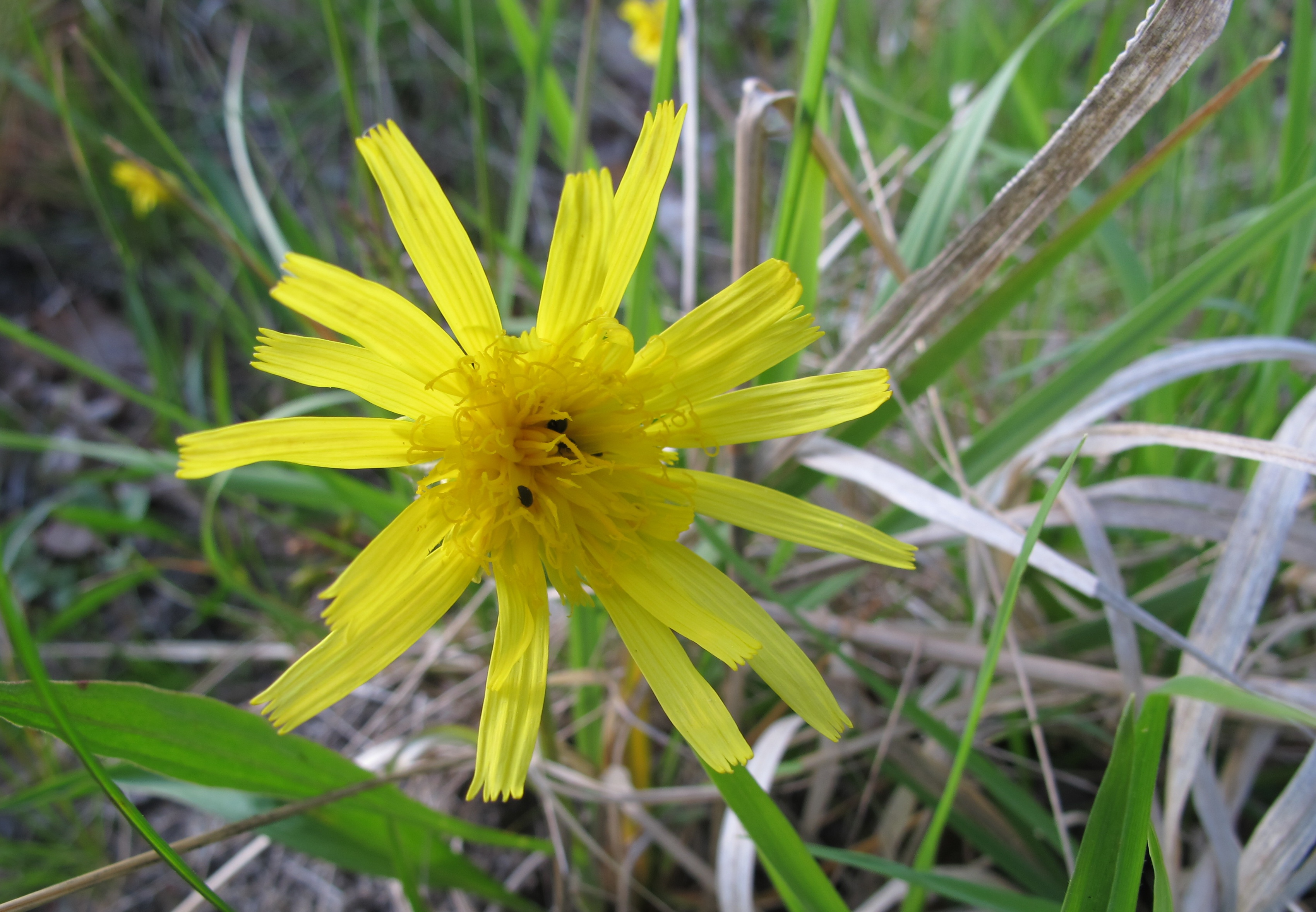
Scorzonera humilis

## I
- Scorzonera idae  (Sosn.) Lipsch.
- Scorzonera iliensis  Krasch.
- Scorzonera isophylla  Post
- Scorzonera ispahanica  Boiss.

## J
- Scorzonera joharchii  S.R.Safavi

## K
- Scorzonera kandavanica  Rech.f.
- Scorzonera karabelensis  Parolly & N.Kilian
- Scorzonera karkasensis  Safavi
- Scorzonera kirpicznikovii  Lipsch.
- Scorzonera kozlowskyi  Sosn. ex Grossh.
- Scorzonera kurtii  Yild.

## L
- Scorzonera lacera  Boiss. & Balansa
- Scorzonera lachnostegia  (Woronow) Lipsch.
- Scorzonera laciniata  L.
- Scorzonera limnophila  Boiss.
- Scorzonera lindbergii  Rech.f.
- Scorzonera lipschitzii  (Kuth.) Czerep.
- Scorzonera luntaiensis  C.Shih
- Scorzonera luristanica  Rech.f.

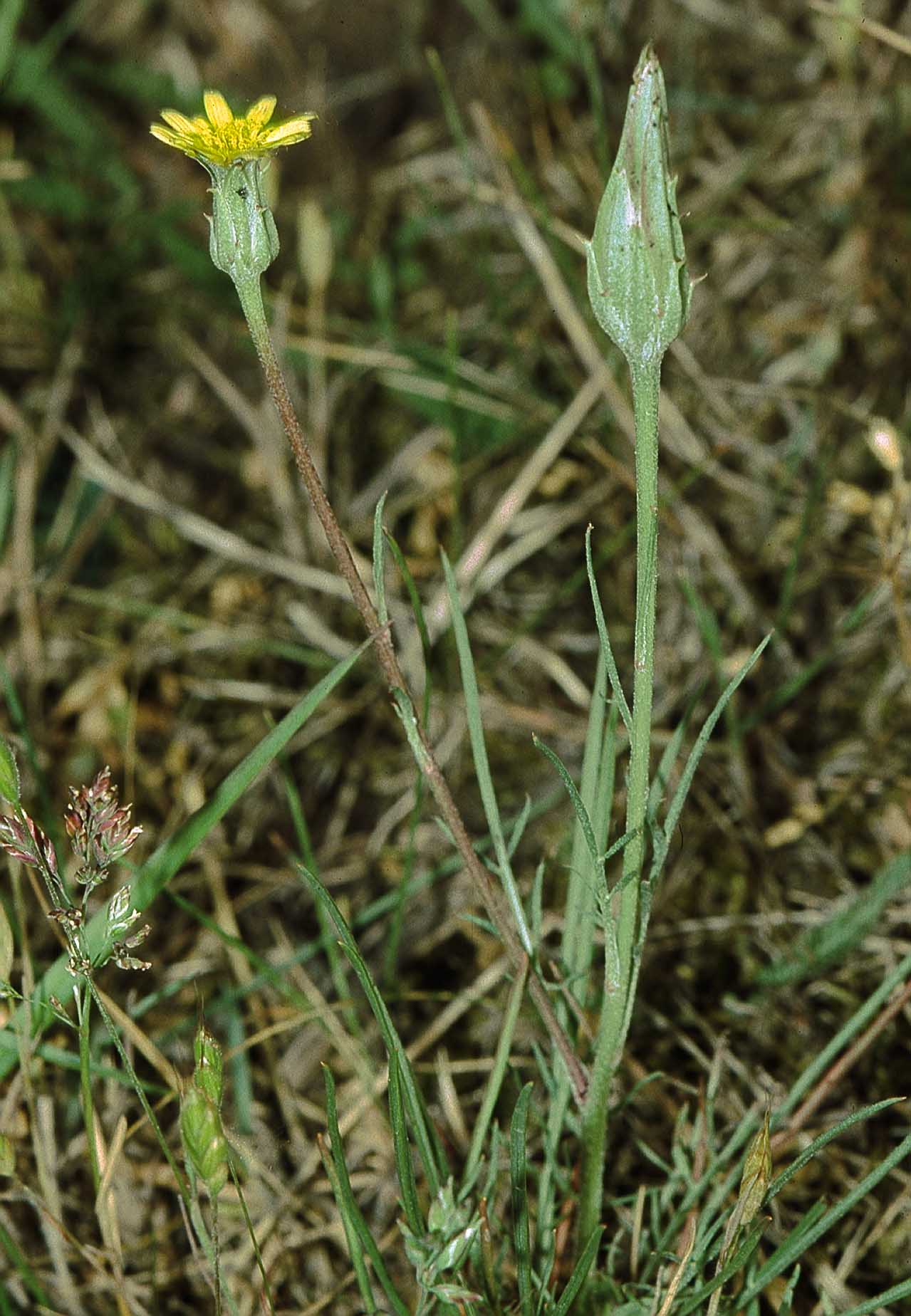
Scorzonera laciniata

## M
- Scorzonera manshurica  Nakai
- Scorzonera mariovoensis  Micevski
- Scorzonera meshhedensis  (Rech.f.) Rech.f.
- Scorzonera meyeri  (K.Koch) Lipsch.
- Scorzonera microcalathia  (Rech.f.) Rech.f.

## N
- Scorzonera nivalis  Boiss. & Hausskn.

## P
- Scorzonera pacis  Güzel, Kayikçi & S.Yildiz
- Scorzonera pamirica  C.Shih
- Scorzonera paradoxa  Fisch. & C.A.Mey. ex DC.
- Scorzonera parviflora  Jacq.
- Scorzonera persepolitana  Boiss.
- Scorzonera persica  Boiss. & Buhse
- Scorzonera petrovii  Lipsch.
- Scorzonera pratorum  (Krasch.) Stankov
- Scorzonera pulchra  Lomak.
- Scorzonera purpurea  L.

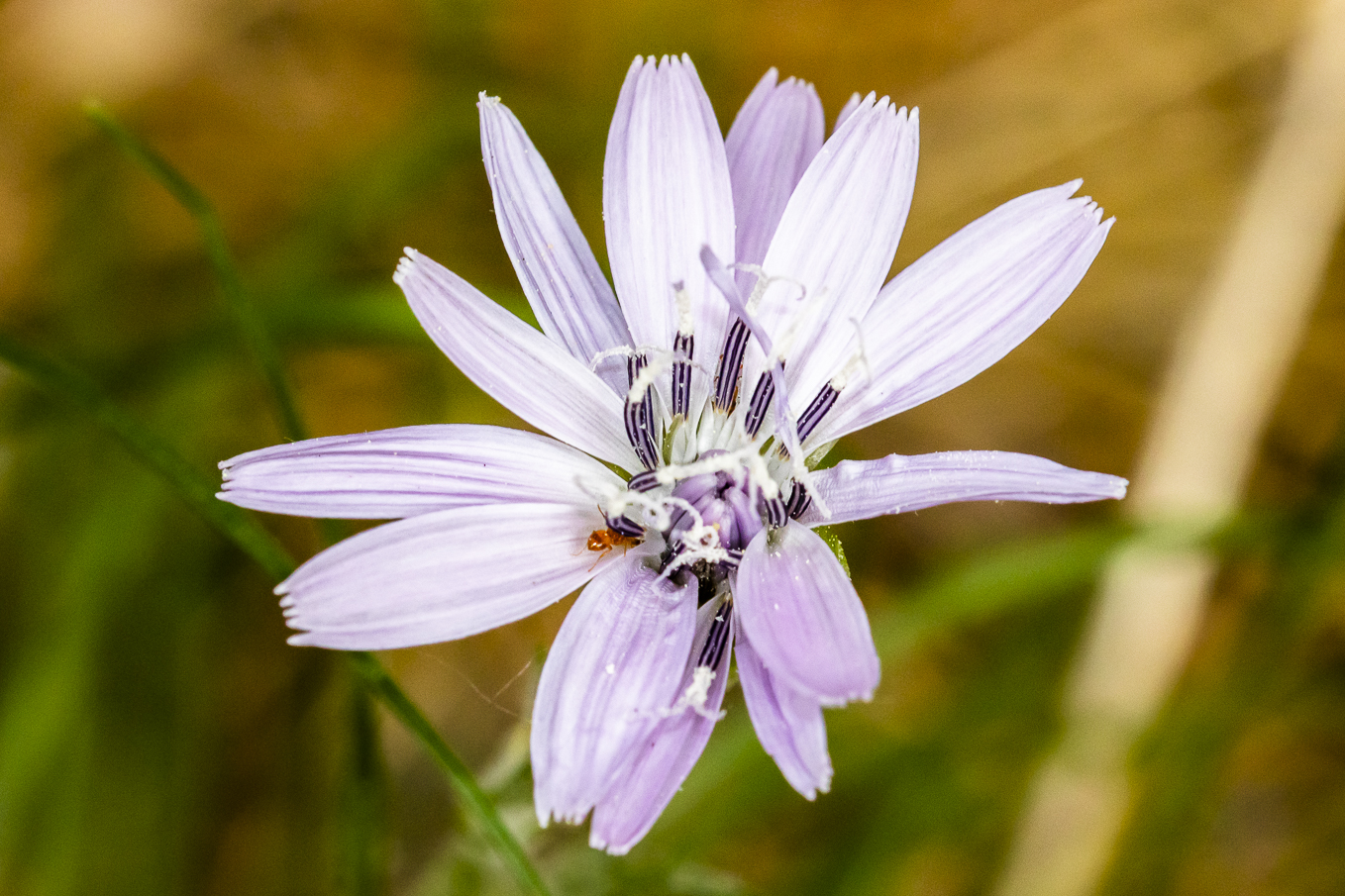
Scorzonera purpurea
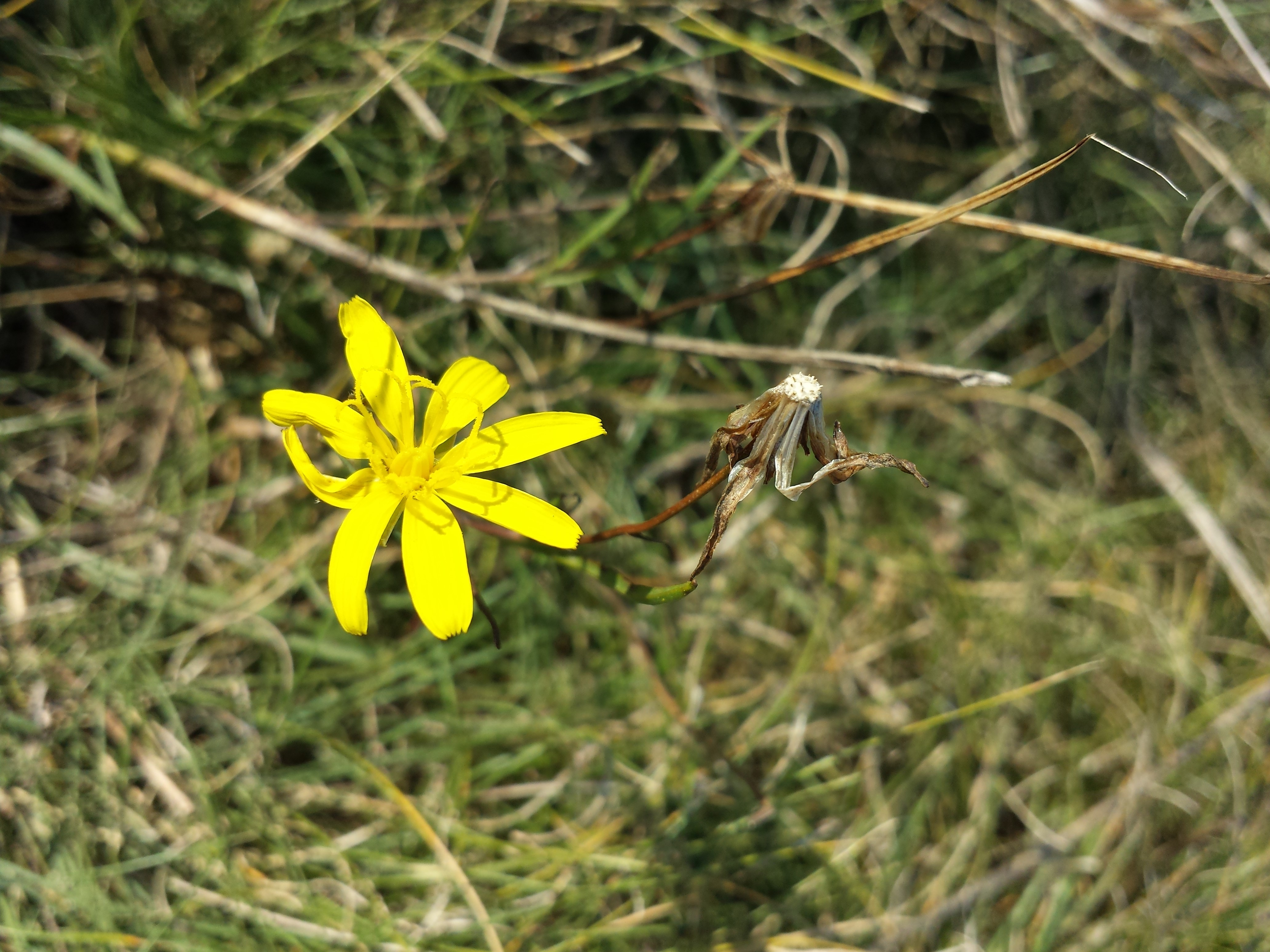
Scorzonera parviflora

## R
- Scorzonera racemosa  Franch.
- Scorzonera radiata  Fisch. ex Ledeb.
- Scorzonera radicosa  Boiss.
- Scorzonera renzii  Rech.f.
- Scorzonera rosea  Waldst. & Kit.
- Scorzonera rupicola Hausskn.

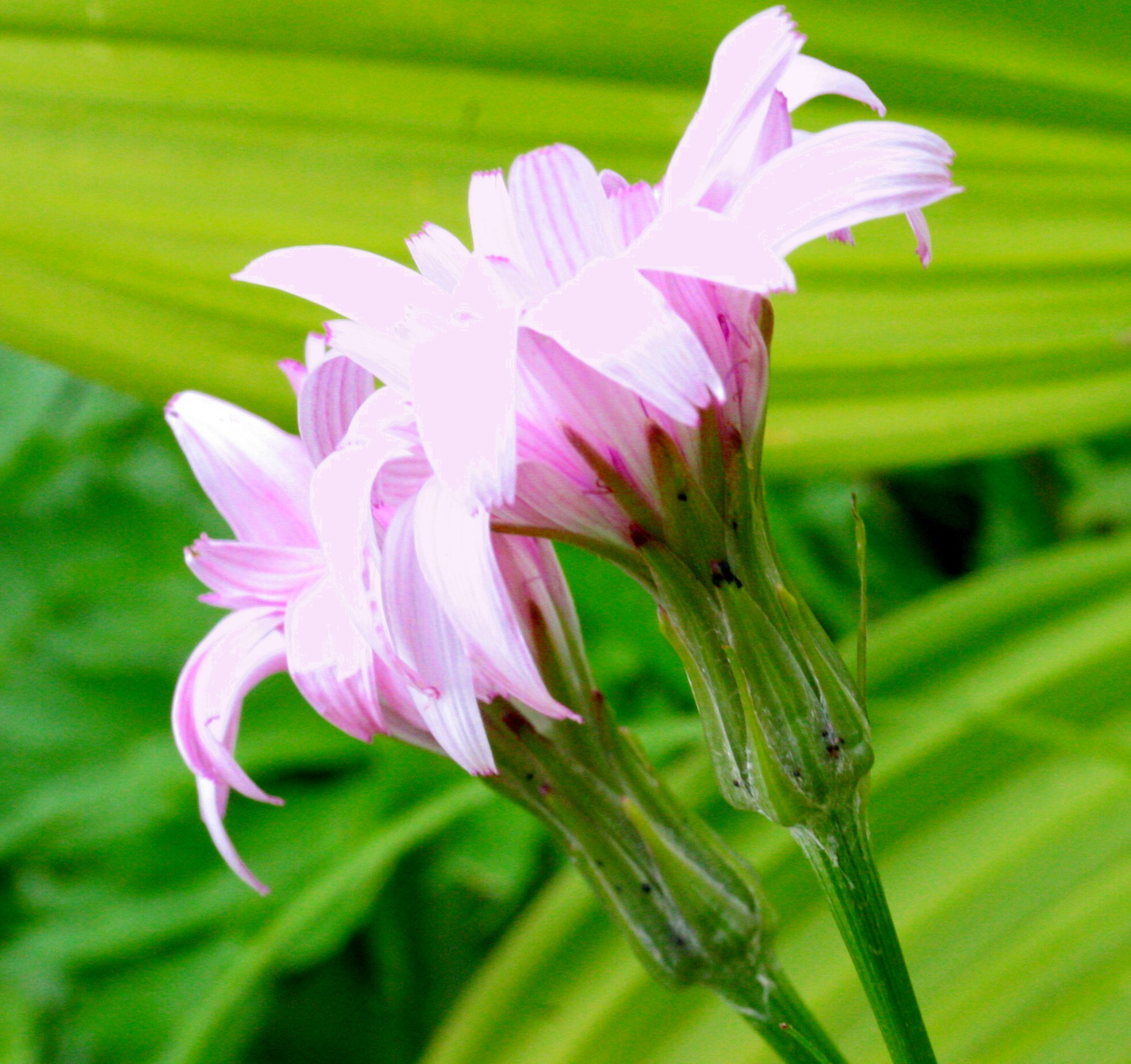
Scorzonera rosea
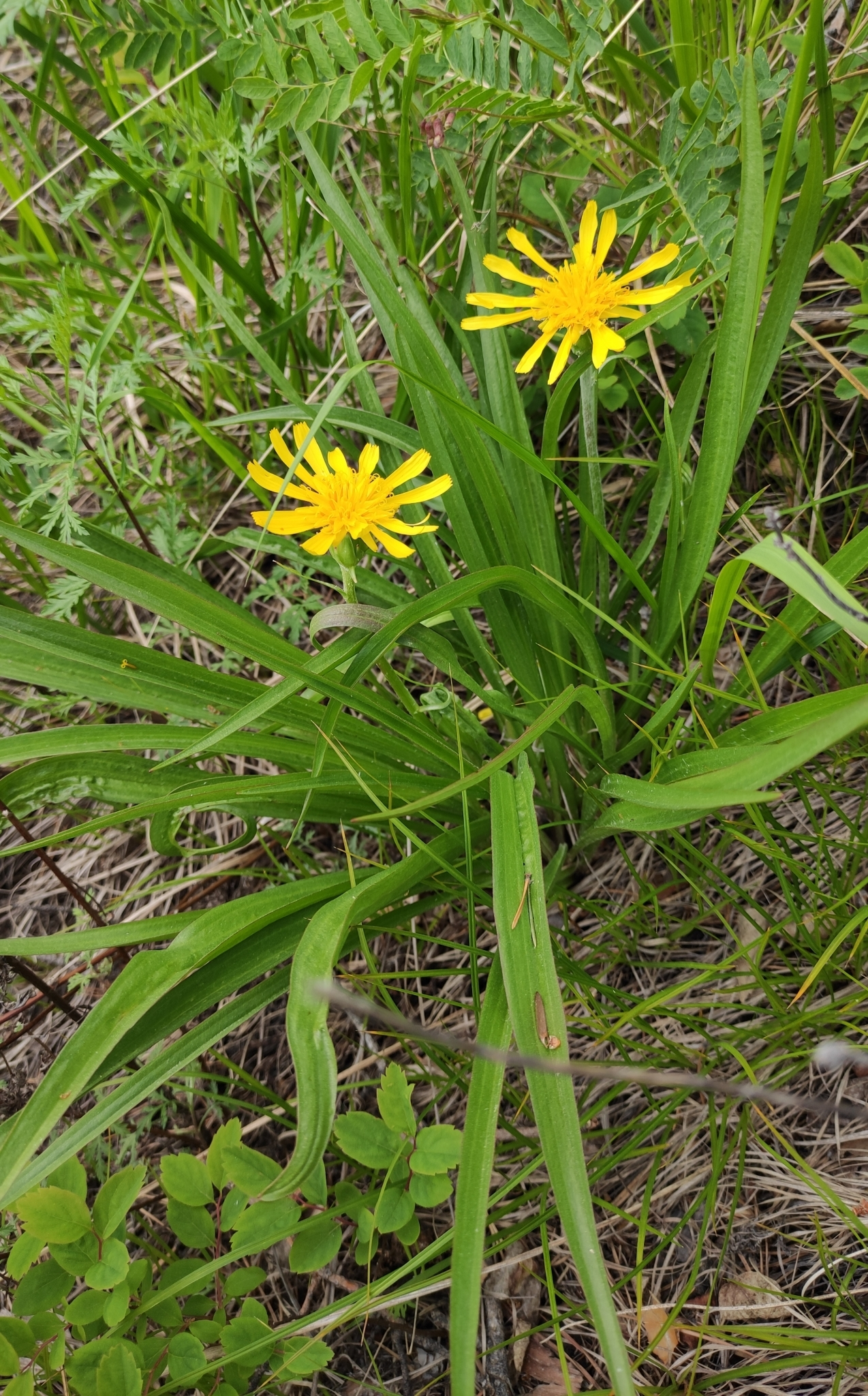
Scorzonera radiata

## S
- Scorzonera safievii  Grossh.
- Scorzonera schischkinii  Lipsch. & Vassilcz.
- Scorzonera schweinfurthii  Boiss.
- Scorzonera scopariiformis  Lipsch.
- Scorzonera scyria  M.A.Gust. & Snogerup
- Scorzonera sericeolanata  (Bunge) Krasch. & Lipsch.
- Scorzonera serpentinica  Rech.f.
- Scorzonera sinensis  (Lipsch. & Krasch.) Nakai
- Scorzonera songorica  (Kar. & Kir.) Lipsch. & Vassilcz.
- Scorzonera subaphylla  Boiss.
- Scorzonera sublanata  Lipsch.

## T
- Scorzonera tadshikorum  Krasch. & Lipsch.
- Scorzonera tragopogonoides  Regel & Schmalh.
- Scorzonera transiliensis  Popov
- Scorzonera tuberculata  J.Thiébaut
- Scorzonera tunicata  Rech.f. & Köie
- Scorzonera turkestanica  Franch.
- Scorzonera tuzgoluensis  A.Duran, B.Dogan & Makbul

## V
- Scorzonera vavilovii  Kult.
- Scorzonera veratrifolia  Fenzl
- Scorzonera verrucosa  Boiss.
- Scorzonera virgata  DC.

## W
- Scorzonera wendelboi  Rech.f.

## X
- Scorzonera xylobasis  Rech.f.

## Y
- Scorzonera yemensis  Podlech
- Scorzonera yildirimlii  A.Duran & Hamzaoglu

## Z
- Scorzonera zorkunensis  Cokunç. & Makbul